# Dournazac
 Dournazac  (en occitano Dornasac) es una población y comuna francesa, situada en la región de Lemosín, departamento de Alto Vienne, en el distrito de Rochechouart y cantón de Saint-Mathieu.

## Demografía
| 1257 | 1138 | 1006 | 851 | 810 | 728 | 686 |
| Para los censos de 1962 a 1999 la población legal corresponde a la población sin duplicidades (Fuente: INSEE [Consultar]) |      |      |     |     |     |     |